# Rikke Møller Pedersen
Rikke Møller Pedersen (født 9. januar 1989) er en dansk kvindelig tidligere elitesvømmer fra Kolding Svømmeklub / NTC (før Holbæk svømmeklub, svømmeklubben Herning og først Svømmeklubben Frem i Odense). Med sine 27 internationale medaljer er hun den næstmest vindende af Team Danmarks 141 verdensklasseatleter.
Pedersen var tidligere verdensrekordholder i 200 meter brystsvømning, som blev sat under VM i svømning 2013. Ved EM i kortbanesvømning i december 2008 satte hun danmarksrekord i 100 meter brystsvømning med tiden 1.06,55 sekunder.
Ved DM på kortbane i oktober 2009, forbedrede hun sine rekorder i 100m og 200m brystsvømning, og satte samtidig en ny europæisk rekord med henholdsvis tiden 1.04,59 sekunder og 2.18,52 sekunder.
Hun stoppede sin karriere i januar 2019. Hun er nu nyhedsvært på TV2 Sport.
Hun har ud over de sportslige resultater modtaget en lang række priser, bl.a. Dansk Svømmeunions Ragnhild-pris og har desuden været ambassadør for Dansk Handicap Idræt.
| Rekorder                         | Rekorder                                                                                  | Rekorder                             |
| -------------------------------- | ----------------------------------------------------------------------------------------- | ------------------------------------ |
| Efterfulgte: Rebecca Soni        | Verdensrekord indehaver 200 m bryst kvinder 1. august 2013 – 30. juli 2021                | Efterfulgtes af: Tatjana Schoenmaker |
| Efterfulgte: Valentina Artemyeva | Europæisk rekord indehaver 100 m bryst (25m) kvinder 25. oktober 2009 – 15. december 2012 | Efterfulgtes af: Rūta Meilutytė      |